# Terre Haute (Indiana)
Terre Haute város az USA Indiana államában. Lakosainak száma 58 389 fő (2020. április 1.).

## Népesség
A település népességének változása:

| 2010 | 60 785 |
| 2020 | 58 389 |